# Voodoo DJ Soul Essentials
“Voodoo DJ Soul Essentials”는 미국의 R&B 및 네오 소울 음악가 디앤절로가 2000년에 버진 레코드를 통해 발매한 익스텐디드 플레이이다. 치바 사운드 레이블과 버진 레코드 아메리카가 디앤절로의 두 번째 정규 음반 “Voodoo”를 홍보하기 위하여 발매한 것이다. ‘Chicken Grease’, ‘Fell Like Makin' Love’, ‘Spanish Joint’의 오리지널 버전이 A 사이드에 수록되었으며, 각 노래의 가사가 없는 버전이 B 사이드에 수록되었다. 본래 음반의 표지는 “Voodoo”의 음반 라이너 노트에 수록되어 있던 것이다.

## 트랙 리스트

### 사이드 원
1. "Chicken Grease" – 4:38
2. "Feel Like Makin' Love" – 6:22
3. "Spanish Joint" – 5:44

### 사이드 투
1. "Chicken Grease (Instrumental)" – 4:35
2. "Feel Like Makin' Love (Instrumental)" – 6:09
3. "Spanish Joint (Instrumental)" – 5:44